# Thomas de Cormont
Thomas de Cormont est un architecte du XIIIe siècle, un des maîtres d'œuvre de la cathédrale d'Amiens.

## Biographie
Nous ne connaissons que peu de chose sur sa formation et sa vie, sinon qu'il était sans doute originaire du village de Cormont dans l'actuel Pas-de-Calais. Il succéda à Robert de Luzarches, dont il a peut-être été un disciple, comme maître d'œuvre de la cathédrale d'Amiens.
Il aurait aussi contribué à la construction de la Sainte-Chapelle de Paris.
Son fils Renaud de Cormont, lui succéda sur le chantier de la cathédrale d'Amiens.